# Dalešice (Třebíči járás)
Dalešice település Csehországban, a Třebíči járásban. Dalešice Popůvky, Valeč, Stropešín, Hrotovice, Slavětice és Kramolín településekkel határos. Lakosainak száma 561 fő (2024. január 1.).

## Népesség
A település lakosságának változását az alábbi diagram mutatja:
| Lakosok száma | 718  | 797  | 844  | 705  | 577  | 567  | 604  | 598  | 560  | 561  |
|               | 1869 | 1890 | 1921 | 1950 | 1980 | 2001 | 2017 | 2019 | 2022 | 2024 |